# Amrita

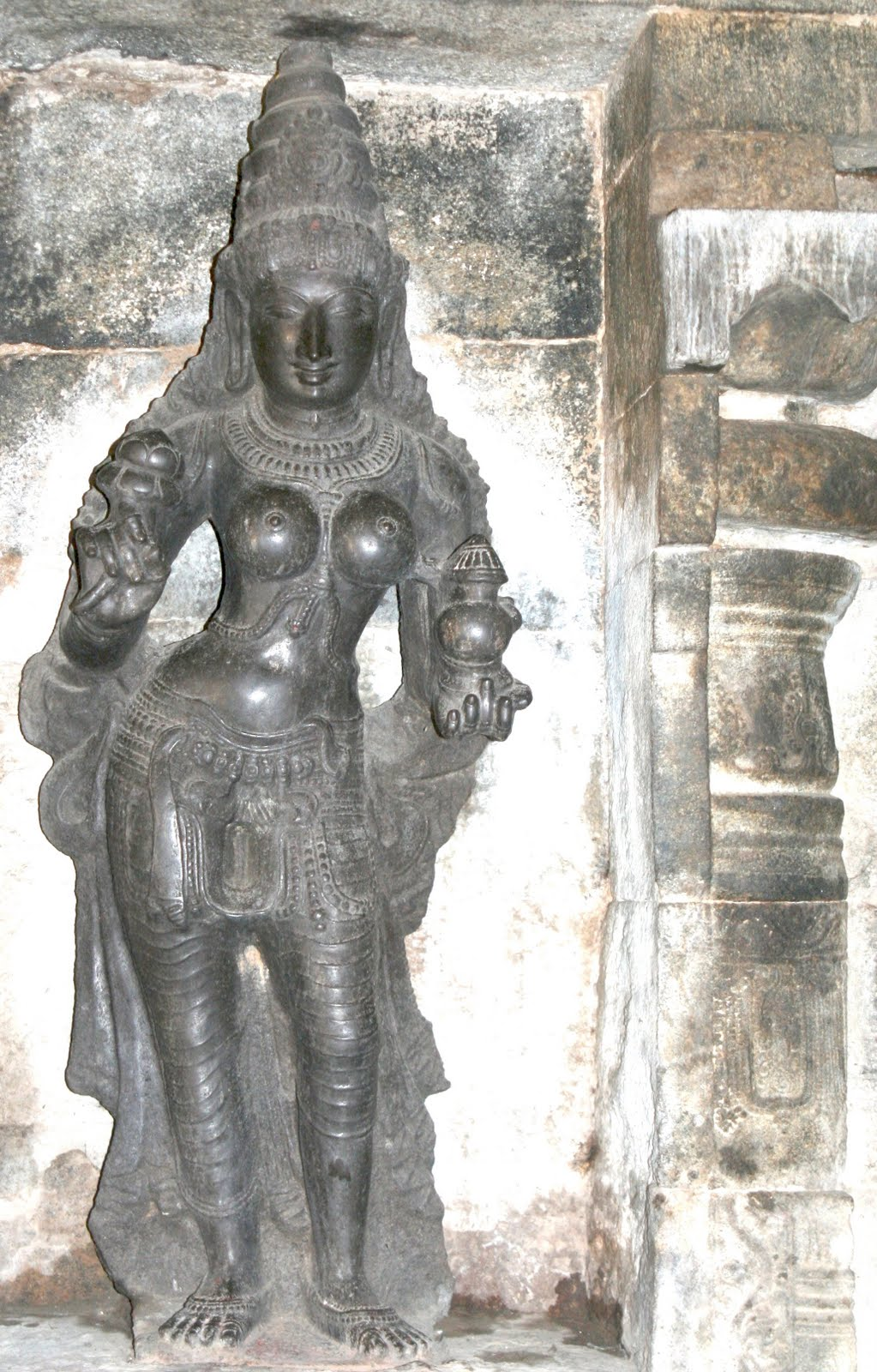
statua di Mohini, forma femminile di Vishnù, con in mano il vaso di amrita che distribuisce tra tutti i deva, lasciando fuori gli asura a Dharasuram, Tamil Nadu.

L'amrita (in sanscrito «immortale, non morto») nella mitologia induista è l'acqua della vita eterna. Equivalente dell'haoma dell'antico Iran, l'Amrita era il premio più ambito da demoni e dei. Essa è etimologicamente assimilabile all'ambrosia del mondo greco e romano.

## Il mito
Il dio celeste Indra venne maledetto da un saggio collerico di nome Durvasa, a causa di un'offerta che la divinità aveva trattato con disprezzo. La maledizione indebolì così tutti gli dei, che divennero vulnerabili ad un attacco degli Asura, i demoni. Il grande Visnù sotto le fattezze di Kūrma la tartaruga accorse in aiuto degli dei, promettendo di ripristinare il loro potere all'unica condizione che seguissero il suo piano.
Anzitutto era necessario abbandonare l'antica rivalità coi demoni e chiedere loro aiuto per creare una bevanda preziosa. Vennero così raccolte erbe e piante che vennero gettate in un mare di latte. Poi venne afferrato il grande serpente Vasuki, arrotolato intorno a una montagna posta sopra il guscio di Viṣṇu - Kurma e tirato con violenza di modo che la montagna, come una zangola, ruotasse su sé stessa e potesse rimestare l'oceano di latte e le erbe. Per la sofferenza il serpente sputò un enorme fiotto di veleno: Viṣṇu, in una versione del mito chiede a Śiva di bere il veleno sino all'ultima goccia prima che tocchi il suolo, in modo da salvare il mondo.
Dopo tutto questo, il mare portò alla luce i suoi preziosi doni. Emersero Surabhi, la vacca sacra in grado di realizzare i desideri, Varuni la dea del vino, l'albero del paradiso Parijata che profumò il mondo, il dio lunare Soma nel sembiante della luna, che successivamente venne ritenuta la dispensa divina per l'amrita. Inoltre apparvero Lakshmi, assisa sul loto, dea della bellezza, dell'amore e della buona sorte, futura moglie di Viṣṇu e il divino dottore Dhanvantari che reggeva in mano l'amrita.
Il demone Rahu strappò di mano ad Dhanvantari l'amrita con lo scopo di berla tutta, al fine di essere unico per forza e potenza. Viṣṇu intervenne mentre Rahu sorseggiava il primo sorso: decapitandolo prima che il nettare scendesse nel suo corpo riuscì ad impedire che il demone diventasse invulnerabile.
Amrita è spesso associata al processo di trasmutazione, la trasformazione dei metalli vili in oro. Si ritiene che ottenendo Amrita non solo si possa raggiungere l'immortalità fisica, ma anche l'illuminazione spirituale e la trascendenza.